# Lituania la Jocurile Olimpice de vară din 2016
Lituania a participat la Jocurile Olimpice de vară din 2016 de la Rio de Janeiro în perioada 5 – 21 august 2016, cu o delegație de 67 de sportivi, care a concurat în 15 sporturi. Cu patru medalii, Lituania s-a aflat pe locul 64 în clasamentul final.

## Participanți
Delegația lituaniană a cuprins 67 de sportivi: 48 de bărbați și 19 de femei. Cel mai tânăr atlet din delegația a fost canotorul Armandas Kelmelis (18 de ani), cel mai vechi a fost trăgătorul de tir Ronaldas Račinskas (48 de ani).
| Sport            | Masculin | Feminin | Total |
| ---------------- | -------- | ------- | ----- |
| Atletism         | 7        | 9       | 16    |
| Baschet          | 12       | 0       | 12    |
| Box              | 2        | 0       | 2     |
| Caiac canoe      | 6        | 0       | 6     |
| Canotaj          | 7        | 3       | 10    |
| Ciclism          | 2        | 2       | 4     |
| Gimnastică       | 1        | 0       | 1     |
| Haltere          | 1        | 0       | 1     |
| Judo             | 0        | 1       | 1     |
| Lupte            | 1        | 0       | 1     |
| Pentatlon modern | 1        | 2       | 3     |
| Natație          | 5        | 1       | 6     |
| Navigație        | 1        | 1       | 2     |
| Tenis            | 1        | 0       | 1     |
| Tir              | 1        | 0       | 1     |
| Total            | 48       | 19      | 67    |

## Medalii

### Medaliați
| Medalie | Nume                                 | Sport       | Probă                     | Dată      |
| ------- | ------------------------------------ | ----------- | ------------------------- | --------- |
| Argint  | Mindaugas Griškonis Saulius Ritter   | Canotaj     | Dublu vâsle (2×) masculin | 11 august |
| Bronz   | Milda Valčiukaitė Donata Vištartaitė | Canotaj     | Dublu vâsle (2×) feminin  | 11 august |
| Bronz   | Aurimas Didžbalis                    | Haltere     | 94 kg masculin            | 13 august |
| Bronz   | Aurimas Lankas Edvinas Ramanauskas   | Caiac canoe | K-2 200 m masculin        | 18 august |

### Medalii după sport
| Sport       | Aur | Argint | Bronz | Total |
| Canotaj     | 0   | 1      | 1     | 2     |
| Caiac canoe | 0   | 0      | 1     | 1     |
| Haltere     | 0   | 0      | 1     | 1     |
| Total       | 0   | 1      | 3     | 4     |

## Natație
| Sportiv            | Probă      | Calificări | Calificări | Semifinale    | Semifinale    | Finală        | Finală        |
| Sportiv            | Probă      | Timp       | Loc        | Timp          | Loc           | Timp          | Loc           |
| ------------------ | ---------- | ---------- | ---------- | ------------- | ------------- | ------------- | ------------- |
| Giedrius Titenis   | 100 m bras | 59,90      | 12 C       | 59,80         | 10            | Nu au avansat | Nu au avansat |
| Andrius Šidlauskas | 100 m bras | 1:00,59    | 23         | Nu au avansat | Nu au avansat | Nu au avansat | Nu au avansat |